# Bắc Ninh
Bắc Ninh est une ville du nord du Vietnam, chef-lieu de la province de Bắc Ninh. C'est le centre culturel, administratif et commercial de la province. La ville est le siège du diocèse du même nom.

## Histoire

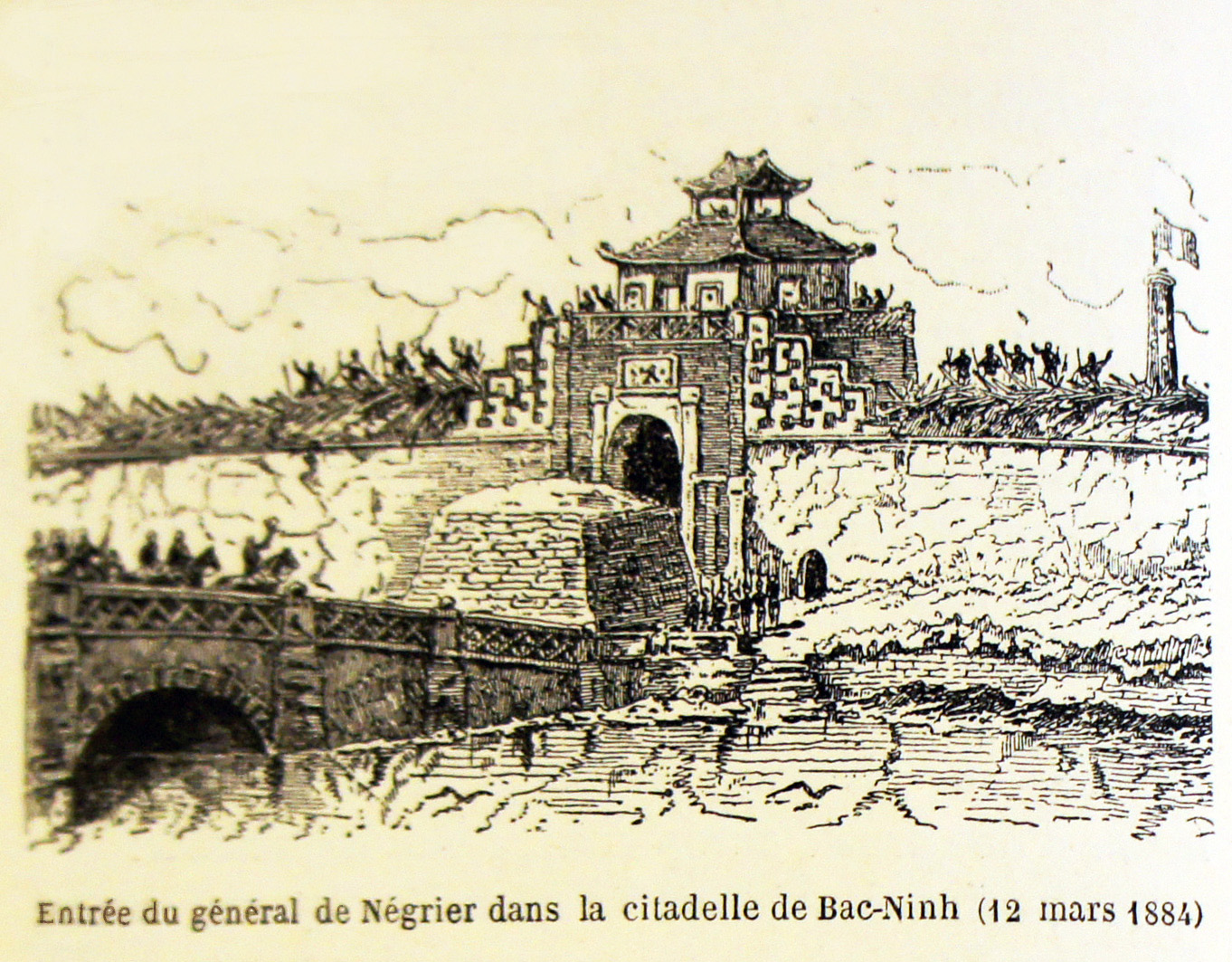
Entrée du général de Négrier à Bac Ninh le 12 mars 1884.

La ville a été prise par les Français le 12 mars 1884, pendant la guerre franco-chinoise (campagne de Bac Ninh).

## Personnalités liées à la ville
- Mai Duong Kieu, actrice allemande.
- Marcel Van, religieux rédemptoriste vénérable

## Jumelages
| Ville | Ville     | Pays | Pays     |
| ----- | --------- | ---- | -------- |
|       | Egra/Cheb |      | Tchéquie |